# Dávid Ďuriš
Dávid Ďuriš, född 22 mars 1999 i Žilina, är en slovakisk fotbollsspelare som är kontrakterad för MŠK Žilina, och representerar det slovakiska landslaget.

## Karriär
Ďuriš representerade som junior  MŠK Žilina där han även spelat som senior med undantag för en kortare periode under 2024 då han var utlånad till Ascoli Calcio. Han gjorde sin debut i A-landslaget 2022. Han medverkade i europamästerskapet i fotboll 2024.